# Ludwig von der Pfordten

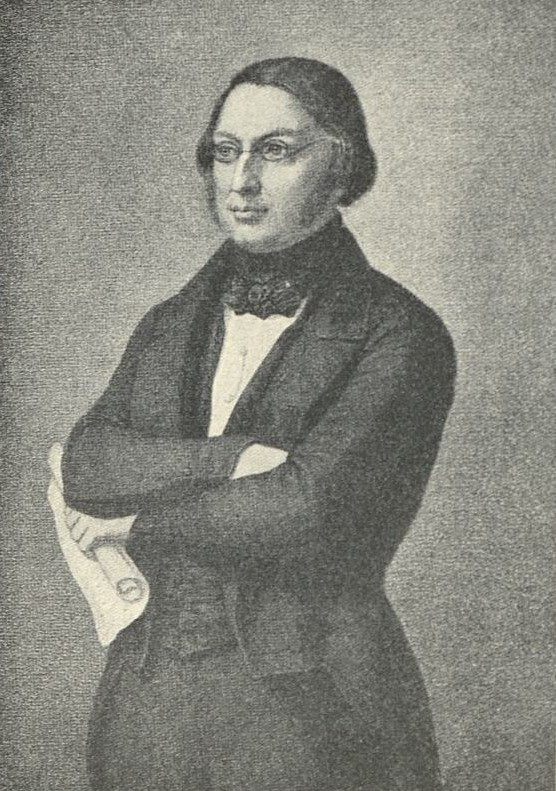
Johann Georg Schreiner: Ludwig von der Pfordten

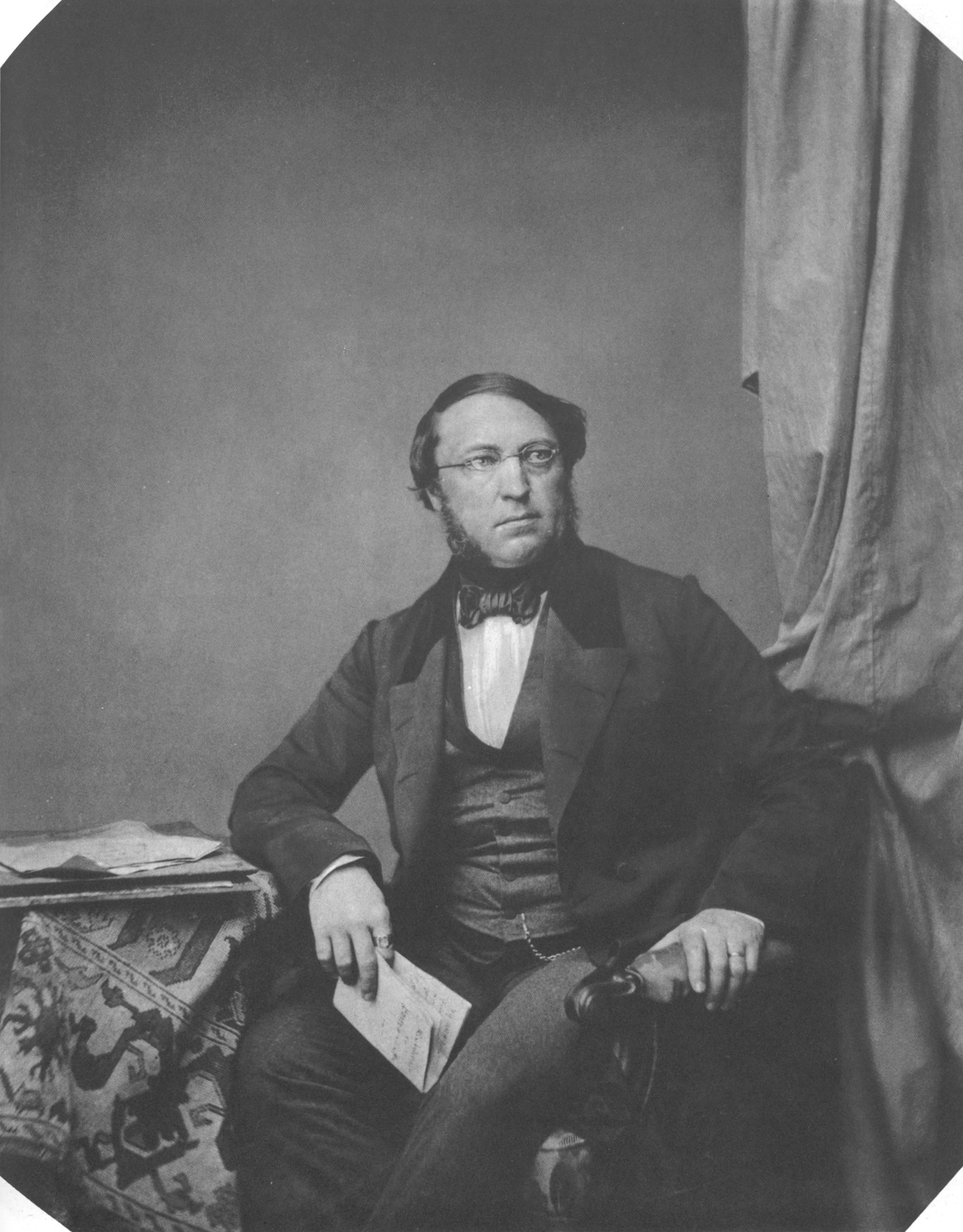
Ludwig von der Pfordten, ca. 1855

Ludwig Karl Heinrich Freiherr von der Pfordten (* 11. September 1811 in Ried (Innkreis); † 18. August 1880 in München) war ein bayerischer und sächsischer Rechtswissenschaftler und Politiker.
1848 wurde er als Führer der sächsischen Liberalen in Sachsen zum Minister ernannt. Nachdem dann 1849 in Bayern das Amt eines Vorsitzenden des Ministerrates geschaffen worden war, welches seither mit einer Ausnahme immer mit dem Amt des Außenministers verbunden war, wurde von der Pfordten unter der Regierung von König Maximilian II. Joseph für zehn Jahre der erste Amtsinhaber. Unter Ludwig II. übte er dieses Amt bis 1866 noch ein zweites Mal aus.

## Leben

### Frühe Jahre
Ludwig von der Pfordten wurde in eine fränkische, einstmals thüringische Adelsfamilie geboren, sein Vater war Heinrich Ludwig von der Pfordten (1782–1828), bayerischer Landrichter.
Von der Pfordten studierte an der Ruprecht-Karls-Universität Heidelberg und der Friedrich-Alexander-Universität Erlangen Rechtswissenschaft. 1828 wurde er Mitglied des Corps Onoldia. Nach seiner 1833 erfolgten Habilitation wurde er 1834 Extraordinarius und 1836 ordentlicher Professor für Römisches Recht an der Julius-Maximilians-Universität Würzburg.
Im Jahr 1843 wurde er Professor an der Universität Leipzig an der Juristenfakultät. 1845/46 und 1846/47 war er Rektor in Leipzig. Er avancierte zum Führer der sächsischen Liberalen. Im März 1848 wurde er zum sächsischen Außen- und Kultusminister (kurzzeitig auch zum Innenminister) im Gesamtministerium unter Karl Braun ernannt.

### Regierung in Bayern

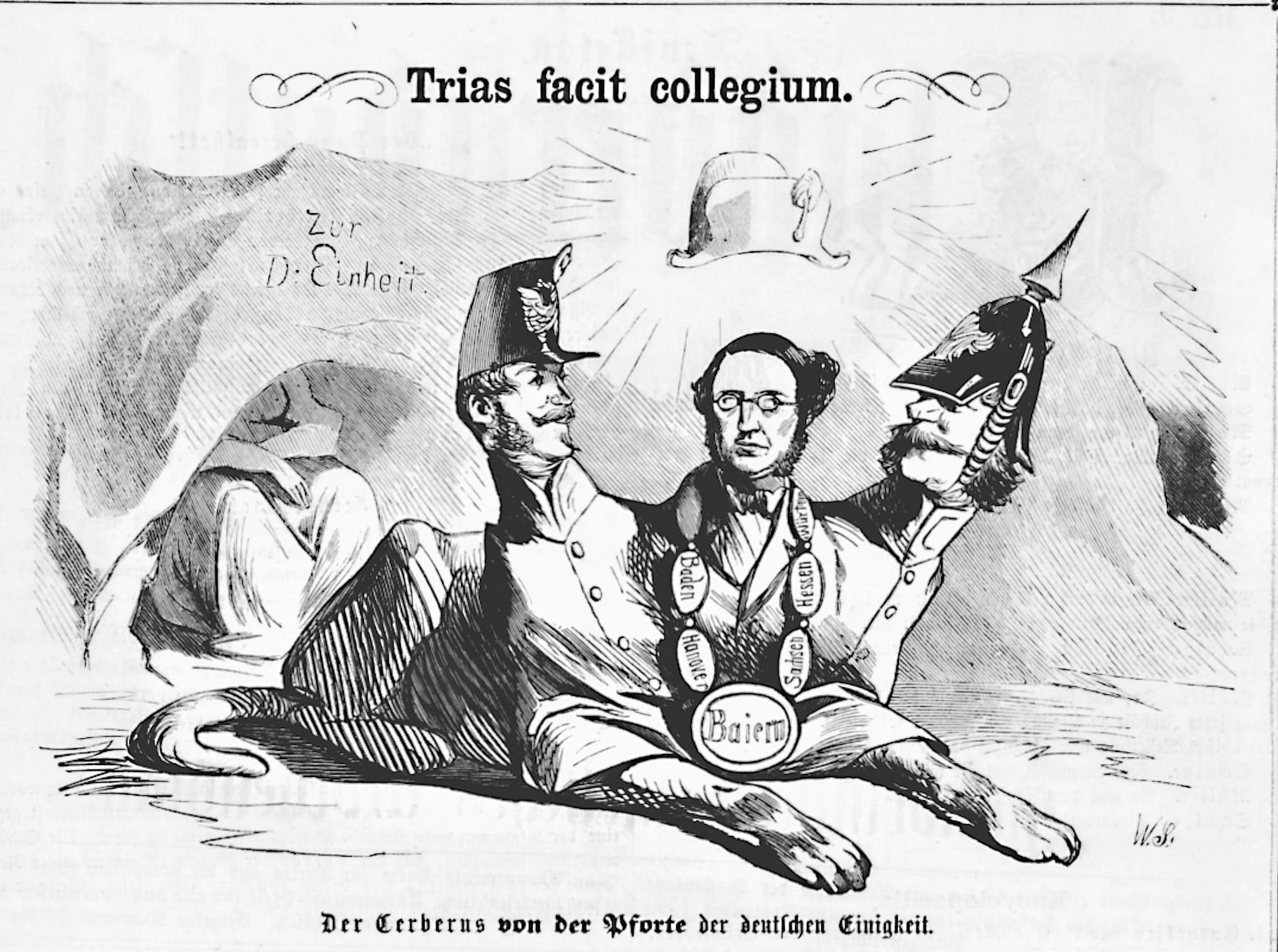
Karikatur im Kladderadatsch, Pamphlet deutscher Nationalisten gegen das Königreich Bayern von 1865: Es bezeichnet Bayern als Höllenhund, der den Eingang zur Deutschen Einheit bewacht. Mit dem schwebenden Hut verweist der Zeichner darauf, dass Bayern die Königskrone erst durch den französischen Gewaltherrscher Napoleon I. erhalten hatte, oder aber darauf, dass Bayerns Verhalten im Interesse des aktuellen Kaisers Napoleon III. war.

#### Erste Amtszeit
Nach dem Ende der sächsischen Märzregierung am 24. Februar 1849 wurde der Protestant von der Pfordten im April 1849 als Nachfolger von Otto von Bray-Steinburg Minister des Bayerischen Staatsministeriums des Äußern, im Dezember desselben Jahres übernahm er dort auch den Vorsitz im Ministerrat. Obwohl nun ein Minister der Regierung vorstand, mit einer Ausnahme auch künftig immer der Außenminister, und trotz der Erweiterung der Rechte des Landtags konnte Maximilian als letzter König von Bayern die entscheidende politische Initiative für die Krone noch behaupten.
Im Zuge der einsetzenden Reaktionsära wurden einige innenpolitische Reformen von 1848 zurückgedreht. Die am 28. März 1849 von der Frankfurter Nationalversammlung beschlossene Reichsverfassung lehnten der König und von der Pfordten ab. Dies löste den Pfälzischen Aufstand aus. Bayern rief preußisches Militär zu Hilfe, und am 10. Juni 1849 marschierte auch ein bayerisches Armeekorps in der Pfalz ein, wodurch der Aufstand niedergeschlagen wurde. In der Herbstkrise 1850 stand Bayern daher an der Seite Österreichs und marschierte auch mit seinen Truppen in Kurhessen ein, wo bayerisch-österreichische und preußische Armeen einander gegenüberstanden. Bayerisch-österreichische Besatzungstruppen hielten von November 1850 bis zum Sommer 1851 im Rahmen einer Bundesintervention zur Durchsetzung der konservativen Konterrevolution Teile Kurhessens besetzt (Strafbayern).
Als nicht realisierbar erwies sich von der Pfordtens Bestreben, aus den deutschen Mittelstaaten eine dritte Macht zwischen Österreich und Preußen zu schaffen. Ihm schwebte im Sinne der Trias-Konzeption ein von Bayern angeführtes „Drittes Deutschland“ vor. Vor diesem Hintergrund war er mitverantwortlich dafür, dass Bayern das Projekt der Erfurter Union faktisch torpedierte. Nach der Einigung zwischen Österreich und Preußen im Olmützer Vertrag im Dezember 1850 verlor die Trias-Konzeption in den Folgejahren an Bedeutung. Bayern und die übrigen deutschen Mittelmächte versuchten vergeblich, die Regierung in Wien zu einem Beitritt zum Deutschen Zollverein zu bewegen. 1854 während des Krimkrieges lud von der Pfordten zur Bamberger Konferenz. Sie endete 1854 mit einem erheblichen diplomatischen Prestigeverlust für Bayern, da Österreich zwar neutral blieb aber den Deutschen Bund nicht konsultierte oder die Bedingungen der deutschen Mittelstaaten zur Kenntnis nahm.
1854 wurde Ludwig von der Pfordten in den bayerischen Freiherrenstand erhoben.
Abgesehen von Bereichen der auswärtigen Politik, konnte von der Pfordten die Grundlinien der Politik wenig bestimmen; dem Landtag war er nicht liberal, dem König und den eigenen Kollegen nicht reaktionär genug. 1851 wurde unter Fortführung des sozialpolitischen Weges unter anderem die Einrichtung von Krankenunterstützungs- und Pensionskassen bei Fabrikgründungen obligatorisch. Von der Pfordten trat 1859 von seinem Amt zurück. Friedrich von Hegnenberg-Dux und Gustav Freiherr von Lerchenfeld gehörten zu den liberalen Führern des Landtages, die wesentlich zum Sturz des Ministeriums Pfordten/Reigersberg beigetragen hatten. So wurde unter seinem konservativen Nachfolger Schrenck-Notzing erst 1861 das innenpolitische Reformprogramm zu Ende geführt, ein Ergebnis des parlamentarischen Widerstands gegen die Regierungsweise in den Jahren bis 1859. In der Folgezeit war von der Pfordten bayerischer Gesandter am Bundestag in Frankfurt.

#### Zweite Amtszeit
Ludwig II. machte einige Monate nach seinem Regierungsantritt 1864 von der Pfordten als Nachfolger von Max von Neumayr erneut zum Vorsitzenden im Ministerrat. Unter Ludwig ging die Führung des Landes nun bald faktisch an den Ministerrat über. Mittlerweile hatte sich 1863 mit der linksliberalen Fortschrittspartei auch die erste politische Partei in Bayern gebildet, der es aber in der Folge nicht gelang die wachsende Arbeiterschaft für sich zu gewinnen.
1865 wurde „Tristan und Isolde“ von Richard Wagner in München uraufgeführt, wobei die anderenorts als unaufführbar geltende Oper in München mit 77 Proben einstudiert wurde, was ungeheure Kosten nach sich zog. Die Kritiker Wagners bestärkte das in ihren Vorbehalten gegen den Komponisten. Als bekannt wurde, dass Wagner dem König die Absetzung des Außenministers von der Pfordten und des Kabinettsekretärs Pfistermeister empfohlen hatte, stellte man Ludwig II. ein Ultimatum: Entweder würde Wagner aus München entfernt oder die Minister träten geschlossen zurück. Der König gab dem Druck seiner Regierung nach.
Sein politisches Ziel, die souveräne Existenz Bayerns zu sichern, wollte von der Pfordten durch die Erhaltung der Bundesverfassung erreichen. Von der Pfordten unterschätzte, wie viele Zeitgenossen auch, die Entschlossenheit Bismarcks, die „Deutsche Frage“ unter der Führung Preußens zu klären. Nach dem Scheitern seiner Vermittlungsbemühungen sowie des Preußischen Bundesreformplans und der militärischen Niederlage Bayerns im Deutschen Krieg an der Seite Österreichs gegen Preußen hatte er den Waffenstillstand, den Friedensvertrag und schließlich am 23. August 1866 den geheimen Bündnisvertrag mit Preußen zu schließen. Seine Bundes- und Außenpolitik war somit gescheitert. Die territorialen Verluste blieben dabei gering. Bayern trat im Berliner Friedensvertrag mit dem Königreich Preußen nur das Bezirksamt Gersfeld und den Landgerichtsbezirk Orb sowie Kaulsdorf an Preußen ab.
Am 29. Dezember 1866 trat von der Pfordten endgültig zurück, auch wegen des durch seine Abneigung gegen Richard Wagner weiterhin gestörten Vertrauensverhältnisses zum König. Zwei Tage später folgte ihm Chlodwig zu Hohenlohe-Schillingsfürst nach. Ludwig von der Pfordten widmete sich im Ruhestand rechtswissenschaftlichen Studien und zog sich von der Politik ganz zurück. Bekannt wurde später jedoch sein Tagebucheintrag „Finis bavariae“ – das Ende Bayerns, den von der Pfordten anlässlich der Landtagsabstimmung vom 21. Januar 1871 verfasste: Mit einer knappen Mehrheit billigte die Volksvertretung den Beitritt Bayerns zum neuen Deutschen Reich.

## Grabstätte

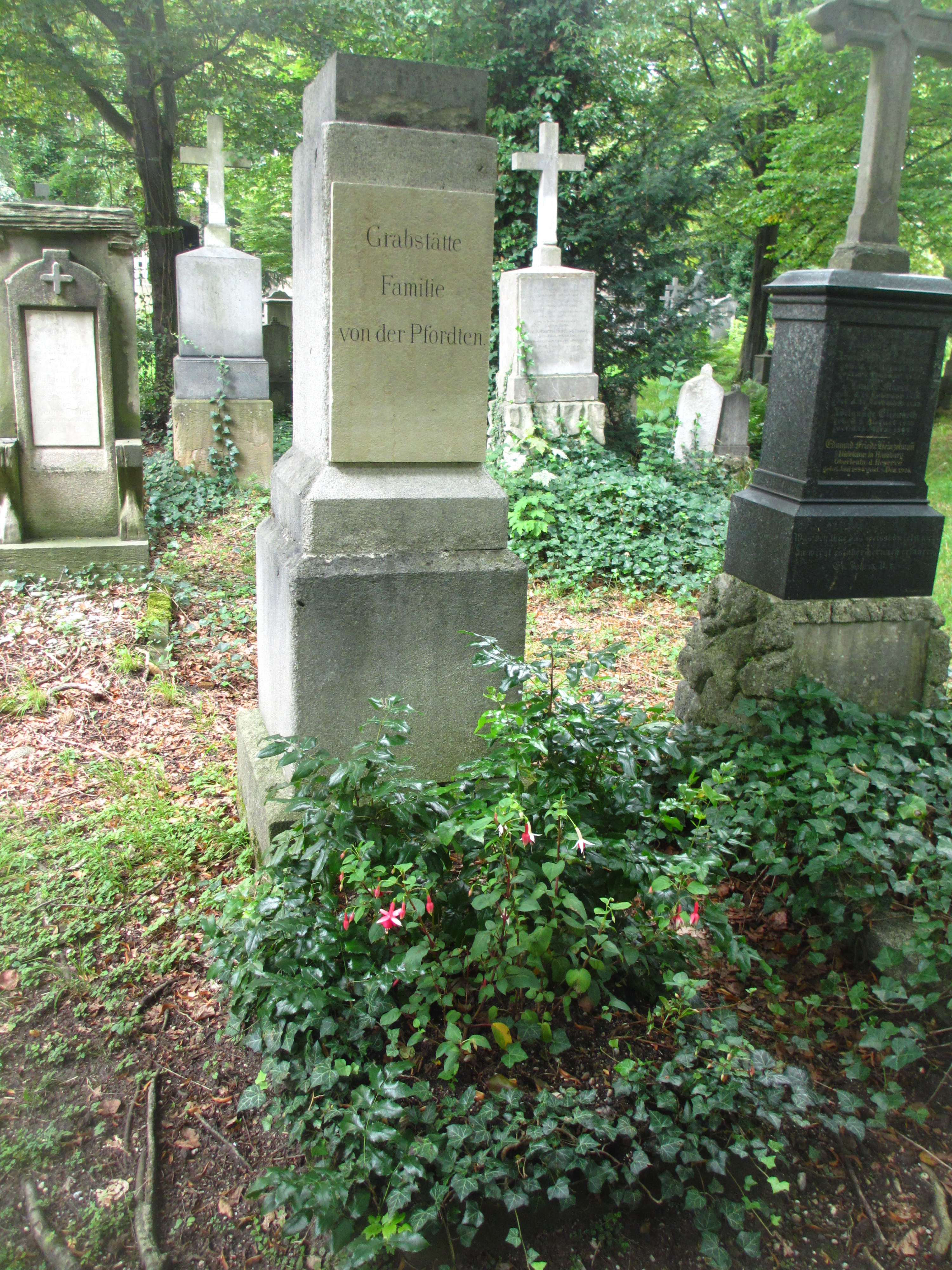
Grab von Ludwig Pfordten auf dem Alten Südlichen Friedhof in München

Die Grabstätte von Ludwig Pfordten befindet sich auf dem Alten Südlichen Friedhof in München (Gräberfeld 33 – Reihe 5 – Platz 9) Standort.

## Nachkommen und Verwandte
Der Naturphilosoph Otto von der Pfordten war Ludwig von der Pfordtens Sohn.
Der Gerichtspräsident Johann Georg Ritter von Heinzelmann (1817–1871) war sein Schwager, verheiratet mit Schwester Amalie, geborene von der Pfordten (1819–1882). Deren Sohn und Ludwig von der Pfordtens Neffe war Friedrich Ritter von Heinzelmann, Präsident des Oberlandesgerichts München und Mitglied des Bayerischen Reichsrats.
Auf von der Pforten geht Schloss Seeseiten zurück.